# Saison 14 de RuPaul's Drag Race
La quatorzième saison de RuPaul's Drag Race est diffusée pour la première fois du 7 janvier 2022 au 22 avril 2022 sur VH1 aux États-Unis et sur WOW Presents Plus à l'international.
Le 23 août 2021, l'émission est renouvelée pour sa quatorzième saison. Le casting est composé de quatorze candidates et est annoncé le 2 décembre 2021 lors d'un live YouTube présenté par Symone, gagnante de la saison précédente, et sur les réseaux sociaux,.
La gagnante de la saison reçoit un an d'approvisionnement de maquillage chez Anastasia Beverly Hills et 150 000 dollars.
La gagnante de la saison est Willow Pill, avec Lady Camden comme seconde.

## Candidates
| Candidate                  | Âge | Résidence                  | Classement                 |
| -------------------------- | --- | -------------------------- | -------------------------- |
| Willow Pill                | 26  | Denver, Colorado           | Gagnante                   |
| Lady Camden                | 30  | Sacramento, Californie     | Seconde                    |
| Angeria Paris VanMicheals  | 27  | Atlanta, Géorgie           | 3e place 4e place 5e place |
| Bosco                      | 27  | Seattle, Washington        | 3e place 4e place 5e place |
| Daya Betty                 | 25  | Springfield, Missouri      | 3e place 4e place 5e place |
| DeJa Skye                  | 31  | Fresno, Californie         | 6e place 7e place          |
| Jorgeous                   | 21  | Nashville, Tennessee       | 6e place 7e place          |
| Jasmine Kennedie           | 21  | New York, État de New York | 8e place                   |
| Kerri Colby                | 24  | Los Angeles, Californie    | 9e place                   |
| Maddy Morphosis            | 26  | Fayetteville, Arkansas     | 10e place                  |
| Orion Story                | 24  | Grand Rapids, Michigan     | 11e place                  |
| Kornbread 'The Snack' Jeté | 29  | Los Angeles, Californie    | 12e place,                 |
| Alyssa Hunter              | 26  | Cataño, Porto Rico         | 13e place                  |
| June Jambalaya             | 29  | Los Angeles, Californie    | 14e place                  |

## Progression des candidates
|                            | Épisode | Épisode | Épisode | Épisode | Épisode | Épisode | Épisode | Épisode | Épisode | Épisode | Épisode | Épisode | Épisode | Épisode | Épisode | Épisode        |
| 1                          | 2       | 3       | 4       | 5       | 6       | 7       | 8       | 9       | 10      | 11      | 12      | 13      | 14      | 15      | 16      |                |
| -------------------------- | ------- | ------- | ------- | ------- | ------- | ------- | ------- | ------- | ------- | ------- | ------- | ------- | ------- | ------- | ------- | -------------- |
| Willow Pill                | HIGH    |         | WIN     | HIGH    | SAFE    | SAFE    | HIGH    | SAFE    | HIGH    | BTM7    | SAFE    | HIGH    | HIGH    | BTM2    | INVITÉE | GAGNANTE       |
| Lady Camden                |         | HIGH    | SAFE    | SAFE    | HIGH    | HIGH    | WIN     | LOW     | SAFE    | BTM7    | SAFE    | WIN     | HIGH    | WIN     | INVITÉE | SECONDE        |
| Angeria Paris VanMicheals  |         | WIN     | HIGH    | WIN     | HIGH    | HIGH    | SAFE    | HIGH    | SAFE    | BTM7    | SAFE    | SAFE    | SAFE    | BTM2    | INVITÉE | ÉLIMINÉE       |
| Bosco                      | HIGH    |         | SAFE    | SAFE    | WIN     | SAFE    | HIGH    | SAFE    | WIN     | BTM7    | SAFE    | BTM2    | WIN     | LOW     | INVITÉE | ÉLIMINÉE       |
| Daya Betty                 |         | ELIM    | SAFE    | SAFE    | SAFE    | SAFE    | TOP2    | WIN     | LOW     | BTM7    | SAFE    | HIGH    | BTM3    | HIGH    | INVITÉE | ÉLIMINÉE       |
| DeJa Skye                  |         | BTM2    | SAFE    | HIGH    | SAFE    | LOW     | SAFE    | HIGH    | HIGH    | WIN     | SAFE    | LOW     | ELIM    |         | INVITÉE | INVITÉE        |
| Jorgeous                   |         | HIGH    | HIGH    | SAFE    | BTM2    | WIN     | HIGH    | SAFE    | BTM2    | BTM7    | SAFE    | BTM2    | ELIM    |         | INVITÉE | INVITÉE        |
| Jasmine Kennedie           |         | SAFE    | SAFE    | SAFE    | LOW     | BTM2    | HIGH    | BTM2    | BTM2    | BTM7    | ELIM    |         |         |         | INVITÉE | INVITÉE        |
| Kerri Colby                | SAFE    |         | SAFE    | BTM2    | SAFE    | SAFE    | SAFE    | ELIM    |         |         |         |         |         |         | INVITÉE | INVITÉE        |
| Maddy Morphosis            |         | LOW     | BTM2    | SAFE    | SAFE    | ELIM    |         |         |         |         |         |         |         |         | GBA     | INVITÉE        |
| Orion Story                | ELIM    |         | LOW     | SAFE    | ELIM    |         |         |         |         |         |         |         |         |         | INVITÉE | INVITÉE        |
| Kornbread 'The Snack' Jeté | WIN     |         | SAFE    | LOW     | OUT     |         |         |         |         |         |         |         |         |         | INVITÉE | MISS SYMPATHIE |
| Alyssa Hunter              | LOW     |         | SAFE    | ELIM    |         |         |         |         |         |         |         |         |         |         | INVITÉE | INVITÉE        |
| June Jambalaya             | BTM2    |         | ELIM    |         |         |         |         |         |         |         |         |         |         |         | INVITÉE | INVITÉE        |

 La candidate a remporté la saison.
 La candidate a fini seconde.
 La candidate a été éliminée lors de la finale.
 La candidate a remporté le titre de Miss Congeniality.
 La candidate a remporté le Golden Boot Award pour avoir porté la pire tenue de la saison.
 La candidate a gagné le défi.
 La candidate a été une des deux meilleures candidates de la semaine mais a perdu le lip-sync.
 La candidate a reçu des critiques positives et a été déclarée sauve.
 La candidate a été déclarée sauve.
 La candidate a reçu l'immunité.
 La candidate a reçu des critiques négatives et a été déclarée sauve.
 La candidate a été en danger d'élimination.
 La candidate a perdu le lip-sync mais a été sauvée avec la barre de chocolat dorée.
 La candidate a été éliminée.
 La candidate a été retirée de la compétition pour des raisons médicales.

## Lip-syncs
| Épisode | Candidate                                              | vs.                                                    | Candidate                                              | Chanson                                     | Artiste             | Candidate éliminée        |
| ------- | ------------------------------------------------------ | ------------------------------------------------------ | ------------------------------------------------------ | ------------------------------------------- | ------------------- | ------------------------- |
| 1       | June Jambalaya                                         | vs.                                                    | Orion Story                                            | Water Me                                    | Lizzo               | Orion Story               |
| 2       | Daya Betty                                             | vs.                                                    | DeJa Skye                                              | Fallin'                                     | Alicia Keys         | Daya Betty                |
| 3       | June Jambalaya                                         | vs.                                                    | Maddy Morphosis                                        | I Love It                                   | Kylie Minogue       | June Jambalaya            |
| 4       | Alyssa Hunter                                          | vs.                                                    | Kerri Colby                                            | Play                                        | Jennifer Lopez      | Alyssa Hunter             |
| 5       | Jorgeous                                               | vs.                                                    | Orion Story                                            | My Head & My Heart                          | Ava Max             | Orion Story               |
| 6       | Jasmine Kennedie                                       | vs.                                                    | Maddy Morphosis                                        | Suga Mama                                   | Beyoncé             | Maddy Morphosis           |
| Épisode | Candidate                                              | vs.                                                    | Candidate                                              | Chanson                                     | Artiste             | Gagnante                  |
| 7       | Daya Betty                                             | vs.                                                    | Lady Camden                                            | One Way or Another                          | Blondie             | Lady Camden               |
| Épisode | Candidate                                              | vs.                                                    | Candidate                                              | Chanson                                     | Artiste             | Candidate éliminée        |
| 8       | Jasmine Kennedie                                       | vs.                                                    | Kerri Colby                                            | Un-Break My Heart                           | Toni Braxton        | Kerri Colby               |
| 9       | Jasmine Kennedie                                       | vs.                                                    | Jorgeous                                               | Something's Got a Hold on Me                | Etta James          | Aucune                    |
| Épisode | Candidate                                              | vs.                                                    | Candidate                                              | Chanson                                     | Artiste             | Gagnante                  |
| 11      | Daya Betty                                             | vs.                                                    | Jasmine Kennedie                                       | Respect                                     | Aretha Franklin     | Daya Betty                |
| 11      | Bosco                                                  | vs.                                                    | Willow Pill                                            | Never Too Much                              | Luther Vandross     | Willow Pill               |
| 11      | Angeria Paris VanMicheals vs. Jorgeous vs. Lady Camden | Angeria Paris VanMicheals vs. Jorgeous vs. Lady Camden | Angeria Paris VanMicheals vs. Jorgeous vs. Lady Camden | Radio                                       | Beyoncé             | Jorgeous                  |
| 11      | Bosco                                                  | vs.                                                    | Lady Camden                                            | Don't Let Go (Love)                         | En Vogue            | Lady Camden               |
| 11      | Angeria Paris VanMicheals                              | vs.                                                    | Jasmine Kennedie                                       | Love Don't Cost a Thing                     | Jennifer Lopez      | Angeria Paris VanMicheals |
| 11      | Candidate                                              | vs.                                                    | Candidate                                              | Chanson                                     | Artiste             | Candidate éliminée        |
| 11      | Bosco                                                  | vs.                                                    | Jasmine Kennedie                                       | Swept Away                                  | Diana Ross          | Jasmine Kennedie          |
| 12      | Bosco                                                  | vs.                                                    | Jorgeous                                               | Heartbreak Hotel                            | Whitney Houston     | Aucune                    |
| 13      | Daya Betty vs. DeJa Skye vs. Jorgeous                  | Daya Betty vs. DeJa Skye vs. Jorgeous                  | Daya Betty vs. DeJa Skye vs. Jorgeous                  | good 4 u                                    | Olivia Rodrigo      | DeJa Skye                 |
| 13      | Daya Betty vs. DeJa Skye vs. Jorgeous                  | Daya Betty vs. DeJa Skye vs. Jorgeous                  | Daya Betty vs. DeJa Skye vs. Jorgeous                  | good 4 u                                    | Olivia Rodrigo      | Jorgeous                  |
| 14      | Angeria Paris VanMicheals                              | vs.                                                    | Willow Pill                                            | Telephone                                   | Lady Gaga & Beyoncé | Aucune                    |
| Épisode | Candidate                                              | vs.                                                    | Candidate                                              | Chanson                                     | Artiste             | Gagnante                  |
| 16      | Lady Camden                                            | vs.                                                    | Willow Pill                                            | Gimme! Gimme! Gimme! (A Man After Midnight) | Cher                | Willow Pill               |

 La candidate a gagné le lip-sync et la saison.
 La candidate a remporté le lip-sync et est la gagnante de l'épisode.
 La candidate a été éliminée après sa première fois en danger d'élimination.
 La candidate a été éliminée après sa deuxième fois en danger d'élimination.
 La candidate a été éliminée après sa quatrième fois en danger d'élimination.
 La candidate a été éliminée après sa cinquième fois en danger d'élimination.
 La candidate a gagné le lip-sync et a conservé sa place dans la compétition.

## Juges invités
La liste des juges invités de la quatorzième saison de RuPaul's Drag Race est dévoilée le 9 décembre 2021,. Cités par ordre d'apparition :
- Lizzo, rappeuse et chanteuse américaine ;
- Alicia Keys, chanteuse américaine ;
- Christine Chiu, philanthrope américaine ;
- Loni Love, comédienne américaine ;
- Ava Max, chanteuse américaine ;
- Taraji P. Henson, actrice et chanteuse américaine ;
- Ts Madison, actrice américaine ;
- Alec Mapa, acteur américain ;
- Nicole Byer, comédienne américaine ;
- Dove Cameron, actrice et chanteuse américaine ;
- Andra Day, actrice et chanteuse américaine ;
- Dulcé Sloan, comédienne américaine.

### Invités spéciaux
Certains invités apparaissent lors des épisodes, mais ne font pas partie du panel des jurés.
Épisode 1
- Albert Sanchez, photographe américain.

Épisode 2
- Albert Sanchez, photographe américain.

Épisode 4
- Jennifer Lopez, actrice et chanteuse américaine (par visioconférence) ;

Épisode 5
- Jaymes Mansfield, drag queen américaine ;
- Kahmora Hall, drag queen américaine ;
- Tempest DuJour, drag queen américaine ;
- Sarah McLachlan, chanteuse canadienne.

Épisode 8
- David Benjamin Steinberg, producteur américain.

Épisode 10
- Raven, drag queen américaine.

Épisode 12
- Leland, producteur américain ;
- Leslie Jordan, acteur américain ;
- Miguel Zárate, chorégraphe américano-mexicain.

Épisode 13
- Claudia Norvina Soarse, femme d'affaires américaine.

Épisode 15
- Alexis Mateo, drag queen américaine ;
- Derrick Barry, drag queen américaine ;
- Kahanna Montrese, drag queen américaine ;
- LaLa Ri, drag queen américaine.

Episode 16
- Derrick Barry, drag queen américaine ;
- Jaida Essence Hall, drag queen américaine ;
- Hot Chocolate, drag queen américaine ;
- Kameron Michaels, drag queen américaine ;
- LaLa Ri, drag queen américaine ;
- Naomi Smalls, drag queen américaine ;
- Symone, drag queen américaine ;
- Trinity K. Bonet, drag queen américaine.

## Épisodes
| Candidate | Alyssa Hunter | Bosco     | June Jambalaya  | Kerri Colby    | Kornbread Jeté | Orion Story | Willow Pill |
| Talent    | Lip-sync      | Burlesque | Danse africaine | Corde à sauter | Lip-sync       | Sketch      | Sketch      |

| Candidate | Angeria Paris VanMicheals | Daya Betty | DeJa Skye | Jasmine Kennedie | Jorgeous | Lady Camden | Maddy Morphosis    |
| Talent    | Lip-sync                  | Lip-sync   | Sketch    | Lip-sync         | Lip-sync | Danse       | Guitare électrique |

| Cheffe d'équipe            | Willow Pill                 | Willow Pill                | Willow Pill     | Willow Pill                 | Willow Pill                   | Willow Pill                | Willow Pill        |
| -------------------------- | --------------------------- | -------------------------- | --------------- | --------------------------- | ----------------------------- | -------------------------- | ------------------ |
| Candidate                  | Bosco                       | Jasmine Kennedie           | Jorgeous        | Kerri Colby                 | Kornbread Jeté                | Lady Camden                | Willow Pill        |
| Référence à Jennifer Lopez | 2009 Golden Globes          | 2015 American Music Awards | 2020 Super Bowl | 2020 Défilé Versace         | 2018 Met Gala                 | 2019 CFDA Awards           | 1998 Grammy Awards |
|                            |                             |                            |                 |                             |                               |                            |                    |
| Cheffe d'équipe            | Maddy Morphosis             | Maddy Morphosis            | Maddy Morphosis | Maddy Morphosis             | Maddy Morphosis               | Maddy Morphosis            |                    |
| Candidate                  | Alyssa Hunter               | Angeria Paris VanMicheals  | Daya Betty      | DeJa Skye                   | Maddy Morphosis               | Orion Story                |                    |
| Référence à Jennifer Lopez | 2018 Billboard Music Awards | 2019 Met Gala              | 2020 Super Bowl | 2018 MTV Video Music Awards | 2021 Investiture de Joe Biden | 2013 Human Rights Campaign |                    |

| Équipe    | Tempest DuJour            | Tempest DuJour | Tempest DuJour | Tempest DuJour | Jaymes Mansfield | Jaymes Mansfield | Jaymes Mansfield | Jaymes Mansfield | Kahmora Hall | Kahmora Hall | Kahmora Hall |
| --------- | ------------------------- | -------------- | -------------- | -------------- | ---------------- | ---------------- | ---------------- | ---------------- | ------------ | ------------ | ------------ |
| Candidate | Angeria Paris VanMicheals | DeJa Skye      | Jorgeous       | Kerri Kolby    | Jasmine Kennedie | Maddy Morphosis  | Orion Story      | Willow Pill      | Bosco        | Daya Betty   | Lady Camden  |

| Groupe    | « The Shang-Ru-Las » | « The Shang-Ru-Las » | « The Shang-Ru-Las » | « The Ru-nettes » | « The Ru-nettes » | « The Ru-nettes » | « The Ru-premes »         | « The Ru-premes » | « The Ru-premes » |
| --------- | -------------------- | -------------------- | -------------------- | ----------------- | ----------------- | ----------------- | ------------------------- | ----------------- | ----------------- |
| Candidate | Bosco                | Daya Betty           | Willow Pill          | DeJa Skye         | Jasmine Kennedie  | Jorgeous          | Angeria Paris VanMicheals | Kerri Colby       | Lady Camden       |

| Groupe    | Men: A Work in Progress   | Men: A Work in Progress | Men: A Work in Progress | Men: A Work in Progress | Men, Part 2: Electric Boogaloo | Men, Part 2: Electric Boogaloo | Men, Part 2: Electric Boogaloo | Men, Part 2: Electric Boogaloo |
| --------- | ------------------------- | ----------------------- | ----------------------- | ----------------------- | ------------------------------ | ------------------------------ | ------------------------------ | ------------------------------ |
| Candidate | Angeria Paris VanMicheals | DeJa Skye               | Lady Camden             | Willow Pill             | Bosco                          | Daya Betty                     | Jasmine Kennedie               | Jorgeous                       |

| Candidate  | Angeria Paris VanMicheals | Bosco           | Daya Betty    | DeJa Skye | Jasmine Kennedie | Jorgeous     | Lady Camden         | Willow Pill    |
| Personnage | Tammie Brown              | Gwyneth Paltrow | Ozzy Osbourne | Lil Jon   | Betsy DeVos      | Ilana Glazer | William Shakespeare | Drew Barrymore |

| Candidate  | Angeria Paris VanMicheals | Bosco   | Daya Betty | DeJa Skye | Jorgeous | Lady Camden | Willow Pill  |
| Personnage | Charisma                  | Saltine | Uniqueness | Nerve     | Talent   | Mama Z      | La Fée verte |

| Candidate finaliste     | Angeria Paris VanMicheals | Bosco             | Daya Betty         | Lady Camden       | Willow Pill     |
| ----------------------- | ------------------------- | ----------------- | ------------------ | ----------------- | --------------- |
| Victoire(s)             | 2                         | 3                 | 1                  | 3                 | 1               |
| Épisode(s)              | Épisode 2, 4              | Episodes 5, 9, 13 | Épisode 8          | Épisode 7, 12, 14 | Épisode 3       |
| Risque(s) d'élimination | 2                         | 2                 | 3                  | 1                 | 2               |
| Épisode(s)              | Épisodes 10, 14           | Épisodes 10, 12   | Épisodes 2, 10, 13 | Épisode 10        | Épisodes 10, 14 |